# Hans Winklhofer
Hans Winklhofer (* 25. Dezember 1910 in Buchet, heute Bad Griesbach im Rottal; † 3. August 1993 in Johanniskirchen) war ein deutscher Politiker (Bayernpartei, CSU).

## Leben
Winklhofer besuchte die Volksschule und die Volksvorbildungsschule in Engertsham im Landkreis Passau. Er arbeitete zunächst in der elterlichen Otto Wimmer Motorenfabrik in Sulzbach am Inn, ehe er eine Lehre mit der Gehilfenprüfung beendete. 1932 begann er, in einer Nährmittelfabrik zu arbeiten, 1936 wurde er selbstständig. Im Zweiten Weltkrieg wurde er an der Ost- und der Westfront eingesetzt, zuletzt als Oberfeldwebel. Nach Kriegsende baute er seinen Betrieb wieder auf. 1957 wurde Winklhofer zum Bürgermeister von Johanniskirchen sowie in den Passauer Kreistag gewählt. Von 1962 bis 1974 und noch einmal von 1977 bis 1978, als Nachrücker für Klaus Rose, gehörte er dem Bayerischen Landtag an. Er vertrat zunächst die Bayernpartei, ehe er 1964 zur CSU wechselte.